# ميخائيل ديمبسي (لاعب تنس الطاولة)
ميخائيل ديمبسي (بالإنجليزية: Michael Dempsey)‏ هو لاعب تنس الطاولة أمريكي، ولد في 8 سبتمبر 1956 في كولومبوس في الولايات المتحدة، وتوفي في 29 أبريل 2009.